# اولسیا ماشینا
اولسیا ماشینا (انگلیسی: Olesya Mashina؛ زادهٔ ۴ اکتبر ۱۹۸۷) بازیکن فوتبال اهل روسیه است.
وی همچنین در تیم ملی فوتبال زنان روسیه بازی کرده‌است.